# Coup d'État de Jungjong
 (signalé en juin 2025).
Si vous disposez d'ouvrages ou d'articles de référence ou si vous connaissez des sites web de qualité traitant du thème abordé ici, merci de compléter l'article en donnant les références utiles à sa vérifiabilité et en les liant à la section « Notes et références ».
- Archive Wikiwix
- Bing
- Cairn
- DuckDuckGo
- E. Universalis
- Gallica
- Google
- G. Books
- G. News
- G. Scholar
- Persée
- Qwant
- (zh) Baidu
- (ru) Yandex
- (wd) trouver des œuvres sur Wikidata

Le coup d'État de Jungjong est survenu le 2 septembre 1506, lors de la 12e année de règne du roi Yeonsangun, lorsqu'un groupe de fonctionnaires, comprenant notamment Park Won-jong (en), Seong Hui-an (en), Ryu Sun-jeong (en) et Hong Gyeong-ju, ont comploté contre le dirigeant despotique.

## Coup d'État
Ils lancèrent un coup d'État le 2 septembre 1506, renversant le roi et le remplaçant par son demi-frère, le Grand Prince Jinseong. Le roi fut rétrogradé au rang de prince, et exilé à Kanghwa, où il mourut quelques semaines plus tard. Son épouse Jang Nok-su (en), considérée comme une "femme fatale" qui avait encouragé la mauvaise gestion de Yeonsangun, a été décapité. Les jeunes fils de Yeonsangun ont également été tués.